# Danny O'Rourke
Danny O'Rourke (Columbus, 31 maggio 1983) è un ex calciatore statunitense, di ruolo difensore.

## Carriera
Ha iniziato a giocare nella squadra riserve dei Chicago Fire. Si è poi trasferito ai San Jose Earthquakes e successivamente ai New York Red Bulls, prima di firmare per il Columbus Crew.

## Palmarès

### Club

#### Competizioni nazionali
- MLS Supporters' Shield: 2

Columbus Crew: 2008, 2009
- Campionato MLS: 1

Columbus Crew: 2008

### Individuale
- Hermann Trophy: 1

2004